# Fázový přechod
Fázový přechod je fyzikální pojem, označující skokovou změnu makroskopických vlastností termodynamického systému (fáze) při změně nějaké termodynamické proměnné (např. teploty).

## Základní vlastnosti
Při fázovém přechodu se vždy náhle mění některá makroskopická vlastnost látky, např. hustota, tepelná vodivost, měrná tepelná kapacita atd. Při stálých podmínkách mohou současně existovat dvě fáze - v tom případě mezi nimi je fázové rozhraní (např. led taje pouze na povrchu) nebo dokonce tři (trojný bod). Velmi často je přechod mezi fázemi spojen s určitým specifickým teplem, tj. energií, kterou látka musí přijmout či odevzdat, aby k fázovému přechodu mohlo dojít.

## Rozdělení fázových přechodů
Paul Ehrenfest v roce 1933 představil své rozdělení jednosložkových fázových přechodů na přechody prvního a druhého řádu. U fázových přechodů, které probíhají při konstantní teplotě, tlaku a stejné hmotnosti látky, je Gibbsova volná energie (volná entalpie, G) na obou stranách přechodu stejná, neboli
{\displaystyle G_{1}(p,T)=G_{2}(p,T).}
Nejsou-li první derivace volné entalpie
{\displaystyle \left({\frac {\partial G}{\partial p}}\right)_{T}=V,\qquad \left({\frac {\partial G}{\partial T}}\right)_{p}=-S,}
sobě rovny, jedná se o fázový přechod prvního řádu. Jsou-li tyto derivace sobě rovny, jedná se o fázový přechod druhého řádu.
K běžným příkladům fázových přechodů prvního řádu patří skupenské fázové přechody, tj. změny skupenství:
- tuhnutí a tání
- vypařování a kondenzace
- sublimace a desublimace

Uvedené fázové přechody vedou ke změně skupenství, proto bývají označovány jako skupenské změny (skupenské přeměny).
Mezi fázové přechody druhého řádu můžeme zařadit např.:
- vznik supravodivosti v kovech a některých dalších látkách při nízké teplotě
- vznik feromagnetické fáze v magnetických materiálech při Curieově teplotě
- vznik piezoelektrických vlastností v materiálech při Curieově teplotě